# Erysimum kykkoticum
Erysimum kykkoticum  (лат.) — вид цветковых растений рода Желтушник (Erysimum) семейства Капустные (Brassicaceae).
Эндемик Кипра. Произрастает в средиземноморских зарослях кустарников и на каменистых местах. Находится под угрозой исчезновения из-за сокращения мест обитания.